# Republika Chińska na Letnich Igrzyskach Olimpijskich 1960
Republikę Chińską na Letnich Igrzyskach Olimpijskich 1960 reprezentowało 27 zawodników (24 mężczyzn, 3 kobiety). Reprezentanci Republiki Chińskiej zdobyli 1 srebrny medal na tych igrzyskach.

## Zdobyte medale
| Medal  | Zawodnik         | Dyscyplina sportowa | Konkurencja   |
| ------ | ---------------- | ------------------- | ------------- |
| Srebro | Yang Chuan-kwang | Lekkoatletyka       | dziesięciobój |

## Skład kadry

### Boks
Mężczyźni
- Hsu Teng-yun - waga piórkowa - 9. miejsce
- Chang Lo-pu - waga średnia - 5. miejsce

### Lekkoatletyka
Mężczyźni
- Huang Suh-chuang

100 metrów - odpadł w eliminacjach
200 metrów - odpadł w eliminacjach
- Li Po-ting

400 metrów - odpadł w eliminacjach
400 metrów przez płotki - odpadł w eliminacjach
- Yang Chuan-kwang - dziesięciobój - 2. miejsce

Kobiety
- Chi Cheng - 80 metrów przez płotki - odpadła w eliminacjach
- Lin Chau-tai - skok w dal - 25. miejsce
- Wu Jin-yun

Pchnięcie kulą - 18. miejsce
Rzut dyskiem - niesklasyfikowana

### Piłka nożna
Mężczyźni
- Chan Fai-hung, Chow Shiu-hung, Kwok Kam-hung, Kwok Yau, Spencer Lam, Lau Kin-chung, Lau Tim, Law Pak, Lo Kwok-tai, Mok Chun-wah, Wong Chi-keung, Wong Man-wai, Yiu Cheuk-yin - 13. miejsce

### Pływanie
Mężczyźni
- Laurel Lee - 200 metrów st. klasycznym - odpadł w eliminacjach

### Podnoszenie ciężarów
Mężczyźni
- Ko Bu-beng - waga średnia - niesklasyfikowany
- Jue Chin-shen - waga średnia - niesklasyfikowany

### Strzelectwo
Mężczyźni
- Chen An-hu - pistolet szybkostrzelny, 25 m - 47. miejsce
- Wu Tao-yan

Karabin dowolny, trzy postawy leżąc, 300 m - 26. miejsce
Karabin małokalibrowy, trzy postawy leżąc, 50 m - 36. miejsce
- Wang Ching-rui - trap - niesklasyfikowany